# Hanâni

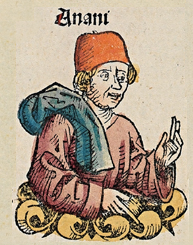
Hanâni, Xilogravura da Crônica de Nuremberg

Hanâni é um personagem do Antigo Testamento da Bíblia, mencionado como um profeta que reprovou o Rei Asa quando este procurou aliança com Benadade I. Por ter se pronunciado contrariamente à atitude do Rei, foi castigado na casa do tronco.